# Movimento Congolese per la Democrazia e lo Sviluppo Integrale
Il Movimento Congolese per la Democrazia e lo Sviluppo Integrale (in francese: Mouvement congolais pour la démocratie et le développement intégral - MCDDI) è un partito politico congolese di orientamento liberale e conservatore.
Fu fondato nel 1989 da Bernard Kolélas, uno dei principali avversari di Pascal Lissouba alle presidenziali del 1992 e dal quale fu sconfitto al ballottaggio, attestandosi al 38,7% dei voti; dal settembre all'ottobre 1997 ricoprì inoltre la carica di primo ministro.
Alla sua morte, avvenuta nel 2009, la guida del partito è passata al figlio, Guy Brice Parfait Kolélas.

## Risultati elettorali
| Elezione                                         | Seggi    |
| ------------------------------------------------ | -------- |
| Parlamentari 2007                                | 11 / 137 |
| Parlamentari 2012                                | 7 / 136  |
| Parlamentari 2017 (Precedenti mandati prorogati) | 4 / 151  |
| Parlamentari 2022                                | 1 / 151  |